# Mariqueen Maandig
Mariqueen Maandig Reznor é uma cantora e compositora norte-americana de ascendência filipina, atualmente vocalista da banda How To Destroy Angels.

## Carreira
Mariqueen foi vocalista da banda West Indian Girl de 2004 a 2009, participando dos álbuns West Indian Girl e 4th & Wall. Sua saída da banda foi anunciada através do site do grupo, coincidindo com o anúncio de seu noivado com Trent Reznor, líder do Nine Inch Nails. Em 2010, ela e o marido formaram a banda How To Destroy Angels, juntamente com Atticus Ross, colaborador de longa data de Reznor no Nine Inch Nails. Até agora, a banda lançou um EP homônimo, com o lançamento de um álbum completo previsto para 2011.

## Vida Pessoal
Mariqueen ficou noiva de Trent Reznor em abril de 2009, e eles se casaram em 17 de outubro de 2009, numa cerimônia privada na casa de Reznor, em Los Angeles. Mariqueen deu à luz um filho, em outubro de 2010.